# Stockholm (Maine)
Stockholm es un pueblo ubicado en el condado de Aroostook en el estado estadounidense de Maine. En el Censo de 2010 tenía una población de 253 habitantes y una densidad poblacional de 2,85 personas por km².

## Geografía
Stockholm se encuentra ubicado en las coordenadas 47°4′8″N 68°7′23″O / 47.06889, -68.12306. Según la Oficina del Censo de los Estados Unidos, Stockholm tiene una superficie total de 88.75 km², de la cual 88.57 km² corresponden a tierra firme y (0.2%) 0.17 km² es agua.

## Demografía
Según el censo de 2010, había 253 personas residiendo en Stockholm. La densidad de población era de 2,85 hab./km². De los 253 habitantes, Stockholm estaba compuesto por el 98.42% blancos, el 0% eran afroamericanos, el 0% eran amerindios, el 0.4% eran asiáticos, el 0% eran isleños del Pacífico, el 0% eran de otras razas y el 1.19% pertenecían a dos o más razas. Del total de la población el 0% eran hispanos o latinos de cualquier raza.